# Накаџима Ки-44
Накаџима Ки-44 Шоки (Тоџо по америчком коду) је био јапански једносједи ловац из периода Другог свјетског рата, којег је прозводила фабрика Накаџима.

## Развој
Ловац Ки-44 је представљао велику промјену у односу на претходног ловца, Накаџима Ки-43 „Оскар“. Имао је знатно јачи мотор, већу брзину и боље наоружање, док је прије наглашавана покретљивост била нешто слабија. Ово је била директна посљедица ратних искустава прије и почетком Другог светског рата. Слабије покретни али боље наоружани и заштићени авиони САД и СССР су се обрушавали на јапанске ловце великом брзином, избјегавајући маневарску борбу и вршећи гађање. На овај начин спорији јапански авиони су, чак и са искусним пилотима трпјели губитке јер је противник практично бирао начин борбе који је њему одговарао.
Први прототип Ки-44 је тестиран у лету у августу 1940, али је производња модела Ки-44-Ia каснила до маја 1942. због производње Ки-43. Модели Iб и Iц се јављају 1943, IIб у децембру 1943.

## У борби
Пилоти нису вољели нови авион, због малих крила, велике брзине слијетања, слабе прегледности (велики мотор) и слабе 
контроле правца због малог репа. Постепено због могућности равноправне борбе са противником постају популарнији, али многи неискусни пилоти погибају у удесима.
Већина Шокија су били верзије II, са увлачећим репним точком и бољом кабином. Подверзија IIц је имала топове 40 mm и била је ефикасна против савезничких бомбардера. Тако је 19. фебруара 1945. мала група Ки-44 оборила 10 бомбардера B-29, из групе од 120.

## Производња
Укупно је произведено 1233 авиона Ки-44 Шоки.

## Карактеристике
- Накаџима Ки-44
- Ловац и Ловац-бомбардер
- Посада: Један пилот
- Први лет: 1940.
- Ушао у употребу: 1942.
- Произвођач: Накаџима
- Димензије
  - Дужина: 8.75 m
  - Размах: 9.448 m
  - Висина: 3.248 m
  - Површина крила: ?
- Масе
  - Празан: 1800 Kg (Iа), 2106
  - Оптерећен: 2550 Kg (Iа), 2770 (IIц), 2430 (III)
  - Максимална полетна маса: ?
- Погонска група
  - Мотор: 
    - (Iа) један, звјездасти, Накаџима Ха-41, 1260 КС, 14 цилиндара
    - (Iб и касније верзије) један, звјездасти, Накаџима Ха-109, 1520 КС, 14 цилиндара

## Перформансе
- Максимална брзина: Ки-44-Iа 579 Km/h, Ки-44-IIц 605
- Радијус дејства: типично око 900 Km са унутрашњим горивом, са одбацивим резервоарима ?
- Оперативни плафон: Ки-43-ц 11200
- Брзина уздизања: Ки-43-IIц око 1200 m у минути
- Останак у ваздуху: 2 сата и 20 минута

## Наоружање

### Ки-44-а
- Стрељачко: 
  - 2 митраљеза 12.7  Тип  са ? метака сваки у крилима и 2 митраљеза 7.7 mm Тип 89 у трупу испред кабине, са ? метака сваки

### Ки-44-б,а,б
- Стрељачко:
  - 2 митраљеза 12.7  Тип  са ? метака сваки у крилима и 2 митраљеза 12.7 mm Тип I у трупу испред кабине, са ? метака сваки
- Бомбе (серија II):
  - двије бомбе на крилним носачима, највише 100  свака

### Ки-44-ц
- Стрељачко:
  - 2 топа 40 mm Тип Хо-301 у крилима и 2 митраљеза 12.7  Тип  са ? метака сваки у трупу испред кабине
- Бомбе (серија II):
  - двије бомбе на крилним носачима, највише 100  свака

### Ки-44-III
- Стрељачко:
  - 2 топа 20 mm Тип Хо-5 у крилима и 2 митраљеза 12.7  Тип  са ? метака сваки у трупу испред кабине, са ? метака сваки